# Paralympische Zomerspelen 1988
De VIIIe Paralympische Zomerspelen werden in 1988 in Seoel, Zuid-Korea gehouden, waar ook dat jaar de Olympische Spelen werden gehouden.

## Medaillespiegel
Het IPC stelt officieel geen medaillespiegel op, maar geeft desondanks een medailletabel ter informatie. In de spiegel wordt eerst gekeken naar het aantal gouden medailles, vervolgens de zilveren medailles en tot slot de bronzen medailles.
De onderstaande tabel geeft de top-10, aangevuld met België. In de tabel heeft het gastland een blauwe achtergrond.
| Plaats | Land                     | NPC | Goud | Zilver | Brons | Totaal |
| 1      | Verenigde Staten         | USA | 91   | 90     | 91    | 272    |
| 2      | Bondsrepubliek Duitsland | FRG | 76   | 66     | 51    | 193    |
| 3      | Groot-Brittannië         | GBR | 65   | 65     | 53    | 183    |
| 4      | Canada                   | CAN | 55   | 42     | 55    | 152    |
| 5      | Frankrijk                | FRA | 47   | 44     | 50    | 141    |
| 6      | Zweden                   | SWE | 42   | 38     | 23    | 103    |
| 7      | Zuid-Korea               | KOR | 40   | 35     | 19    | 94     |
| 8      | Nederland                | NED | 31   | 25     | 30    | 86     |
| 9      | Polen                    | POL | 24   | 25     | 33    | 82     |
| 10     | Australië                | AUS | 23   | 35     | 38    | 96     |
|        |                          |     |      |        |       |        |
| 17     | België                   | BEL | 15   | 18     | 8     | 41     |

## Deelnemende landen
Het IPC geeft aan dat 61 landen meededen en geeft bovendien aan dat de volgende 60 Nationaal Paralympisch Comités tijdens de Spelen door een of meerdere sporters werden vertegenwoordigd: